# Eclipse lunar de 6 de julho de 1982
| Eclipse Lunar Total 6 de julho de 1982 | Eclipse Lunar Total 6 de julho de 1982 |
| --- | -------------------------------------- |
| |                                        |
| A Lua cruzando o centro do cone de sombra da Terra, de oeste para leste (da direita para a esquerda), com o disco lunar em tonalidade avermelhado muito escuro. |                                        |
| Gamma | -0,0579                                |
| Saros (e membro) | 129 (36 de 71)                         |
| Sequência de eclipses lunares |                                        |
| Anterior | 9 de janeiro de 1982                   |
| Próximo | 30 de dezembro de 1982                 |
| Duração (hr:mn:sc) |                                        |
| Total | 1:45:44                                |
| Parcial | 3:55:35                                |
| Penumbral | 6:13:51                                |
| Fases e Horários do Eclipse ( UTC) |                                        |
| P1 | 4:23:58                                |
| U1 | 5:33:07                                |
| U2 | 6:38:03                                |
| Máximo | 7:30:55                                |
| U3 | 8:23:47                                |
| U4 | 9:28:42                                |
| P4 | 10:37:49                               |

O eclipse lunar de 6 de julho de 1982 foi um eclipse total, o segundo de três eclipses lunares do ano. Teve magnitude umbral de 1,7179 e penumbral de 2,7860. A totalidade teve duração de cerca de 105 minutos. Foi o segundo maior e mais escuro eclipse total da Lua do século XX desde eclipse lunar de 26 de julho de 1953, sendo superado apenas pelo eclipse total de 16 de julho de 2000.
A Lua cruzou na região do centro da sombra umbral da Terra, em nodo descendente, dentro da constelação de Sagitário, próxima à nebulosa NGC 6656 (M 22), também às estrelas Nunki, π Sgr, e um pouco mais afastado das estrelas Kaus Borealis, Kaus Media e Kaus Australis.

## Série Saros
Eclipse pertencente ao ciclo lunar Saros de série 129, sendo este de número 36, num total de 71 eclipses da série. O eclipse anterior da série foi o eclipse total de 25 de junho de 1964, o qual também foi um dos maiores e mais escuros eclipses totais do ciclo e dos últimos anos. O próximo evento será com o eclipse total de 16 de julho de 2000, sendo este último o maior eclipse total da série e do século XX.

## Descrição e Duração do Eclipse
A Lua passou exatamente pelo centro do cone de sombra da Terra, o que é relativamente raro nos eclipses lunares. Devido a esse fato, a superfície lunar se apresentou bem mais vermelha e escura que o normal, sendo difícil a identificação de seus detalhes como relevo, crateras e planícies lunares. Sua magnitude umbral foi uma das maiores já registradas: foi de 1,7179. Este foi o eclipse mais escuro desde o eclipse lunar de 26 de julho de 1953.
A totalidade do eclipse teve uma duração excepcional de cerca de 105 minutos, registrando-se a maior duração desde os eclipses totais de 26 de julho de 1953 e 25 de junho de 1964, quando ambos tiveram praticamente a mesma duração, de quase 101 minutos, contudo, este último obteve quatro segundos a mais de tempo (precisamente 100 minutos e 47 segundos, enquanto o eclipse de julho de 1953 ocorreu em 100 minutos e 43 segundos). O eclipse ocorrido em junho de 1964 pertenceu a este mesmo ciclo da série Saros (129).
Foi, até então, considerado o maior eclipse total da Lua do século XX, em questão de duração da totalidade, sendo posteriormente superado pelo eclipse lunar de 16 de julho de 2000, que durou cerca de um minuto a mais.
Um dos fatores que ajudaram para esse maior tempo de duração foi sua proximidade com o apogeu lunar, que faz com que a velocidade da órbita da Lua seja mais lenta do que no perigeu.
Por conta da coincidência com o apogeu, podemos chamar esta Lua Cheia de Microlua ou mini-lua, de forma oposta à Superlua, com seu disco cerca de 13% menor e pouco menos brilhante que no perigeu. Contudo, é um termo pouco popular, ao contrário do conceito de Superlua, amplamente popularizado.
O eclipse total de maior duração da história ocorreu em 31 de maio de 318 da era cristã, com 107 minutos de duração.

## Visibilidade
Foi visível sobre o Pacífico, Américas, Atlântico, Antártida, quase toda a Austrália e na faixa oeste da África.
| Região do planeta onde o eclipse foi visível durante o máximo da totalidade - 7:31 UTC. O sudeste do Oceano Pacífico obteve a melhor observação do meio do eclipse, de onde foi visível à meia-noite. |
| Mapa de visibilidade do eclipse |